# Kakuni
Le kakuni (角煮) est une recette de cuisine japonaise, spécialité culinaire de Nagasaki, sur l'île de Kyūshū, de poitrine de porc fondante, probablement issue de la recette chinoise de Dōngpō ròu.
Elle est moins sucrée que la variante de Hangzhou, mais plus que la version originale de Huangzhou. Elle a probablement été adaptée aux gouts de la cuisine japonaise. Ce serait le poète et écrivain chinois, Su Dongbo, qui aurait, sous la dynastie Song du Sud, modifié la recette de Huangzhou, laquelle serait devenue célèbre à Hangzhou. Des échanges existaient entre Hangzhou et les ports de Kyūshū, dont Nagasaki, sous la dynastie Ming, c'est donc probablement à cette période que la recette y serait arrivée.

## Rafute

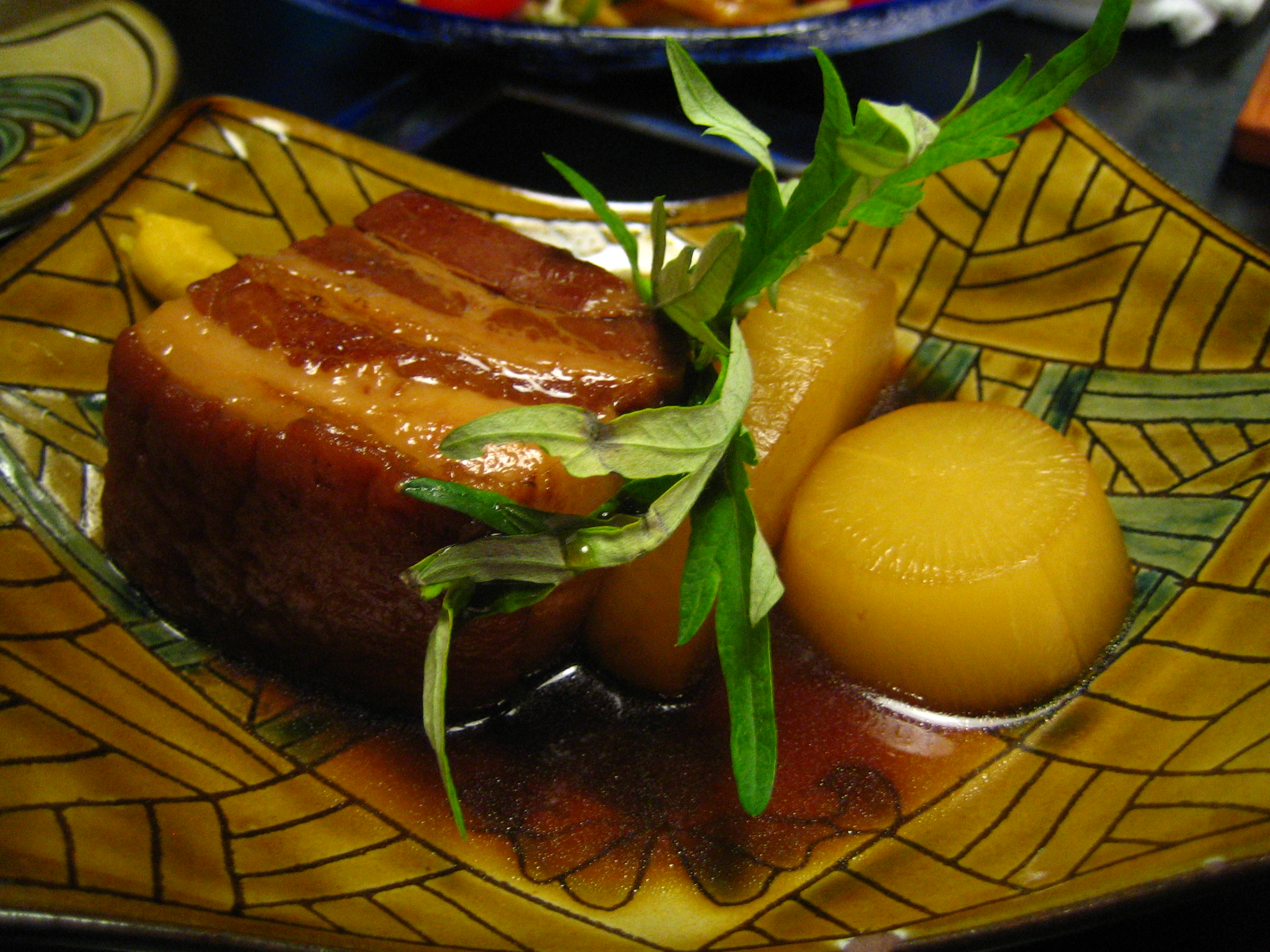
Rafute okinawaïen dans un restaurant de Tokyo.

À Okinawa, ce plat, plus proche de la version de Dongpo, est appelé rafute (ラフテー).

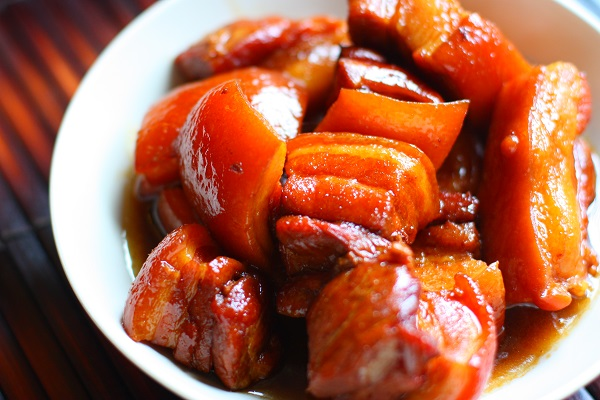
Version de Kyūshū.